# Suhoj T-4
Suhoj T-4, tudi "Letalo 100", ali "Projekt 100", ali "Sotka" je bil sovjetski strateški bombnik, zasnovan v biroju Suhoj. Uporabljali naj bi ga za več namenov, kot Mach 3 strateški bombnik, izvidniško letalo in protiladijsko letalo. Včasih je imel tudi oznako Su-100 (isto kot uničevalec tankov iz 2. Svetovne vojne), vendar so dokončali samo en prototip zato oznaka T. 
Leta 1963 je sovjetska vlada izdala razpis za novo letalo, ki bi bilo primerljivo z Mach 3 strateškim bombnikom XB-70 Valkyrie. Suhojev predlog je bil izbran pred Tupoljevim in Jakovljevim. Razvoj T-4 je bil težaven, treba je bilo uporabiti neobstoječe tehnologije za letalo, ki bi letelo pri skoraj trikratni hitrosti zvoka. Okrog 600 patentov in izumov je bilo povezano s programom. 
Prvi prototip so dokončali jeseni leta 1971, izdelali so še tri letala, eno se je uporabljalo za statične teste. 1974 so prekinili razvoj, leta 1975 pa tudi uradno preklicali program.
T-4 je bil večinoma zgrajen iz titanija in nerjavečega železa zaradi segrevanja trupa pri Mach 3 hitrosti. Imel je tudi fly-by-wire sistem in mehanski sistem kot rezervo. Nos se je spustil pri vzletu in pristanku za boljšo vidljivost. Imel je tudi periskop za gledanje naprej, ko je bil nos zložen. Lahko je deloval pri hitrostih do 600 km/h. Uporabili so tudi zaviralno padalo za hitrejše ustavljanje.
Sovjetske letalske sile - VVS so hotele kupiti 250 letal.
Prvi T-4 z oznako "101" je poletel leta 1972, pilotiral ga je Vladimir Iljušin (sin letalskega konstruktorja Sergeja Iljušina) in navigator Nikolja Alfjorov.  Letalo ni med testiranjem nikoli doseglo planirane hitrosti Mach 3

## Tehnične specifikacije
- Posadka: 2
- Dolžina: 44,0 m (145,2 ft)
- Razpon krl: 22,0 m (72 ft 2 in)
- Višina: 11,2 m (36 ft 9 in)
- Površina kril: 295,7 m2 (3 183 sq ft)
- Prazna teža: 55 600 kg (123 000 lb)
- Naložena teža: 114 000 kg (258 000 lb)
- Maks. vzletna teža: 135 000 kg (297 000 lb)
- Motorji: 4 × Kolesov RD-36-41 turbofan, 157 kN (35 000 lbf)vsak

- Sposobnosti (ocenjene):
- Maks. hitrost: Mach 3,0 (3 200 km/h; 1 987 mph)
- Potovalna hitrost: Mach 2,8 (3 000 km/h; 1 863 mph)
- Dolet (prazen): 7 000 km (4 347 mi)
- Višina leta (servisna): 20 000–24 000 m (66 000-79 000 ft)

- T-4
- T-4M
- T4MS